# Indian Prince
Indian Prince (укр. Індіан Принц) — легкий одноциліндровий мотоцикл початкового рівня, який виготовлявся компанією Indian Motorcycle з 1925 по 1928 рік. Модель була розроблена Чарльзом Франкліном, уславленим конструктором мотоциклів під брендом Indian.
Вже після зняття оригінального Prince з виробництва, 1933 року, раму та вилки цієї моделі повернулися на виробничий конвеєр, їх було використано в парі з двоциліндровими, V-подібними двигунами для створення моделей Indian Motoplane та Indian Pony Scout.

## Історія
До середини двадцятих років XX століття, 350-кубові одноциліндрові мотоцикли стали найбільш продаваними моделями на британському та континентально-європейському ринках мотоциклів. Головний інженер Indian, Чарльз Франклін здійснивши поїздку Європою і ознайомившись з останніми досягненнями мотоциклетної галузі, вирішив спроєктувати власний одноциліндровий мотоцикл. Повертаючись з Європи, Франклін привозить з собою кілька екземплярів для їх оцінки. Серед них він виділяє новий Velocette Model K.

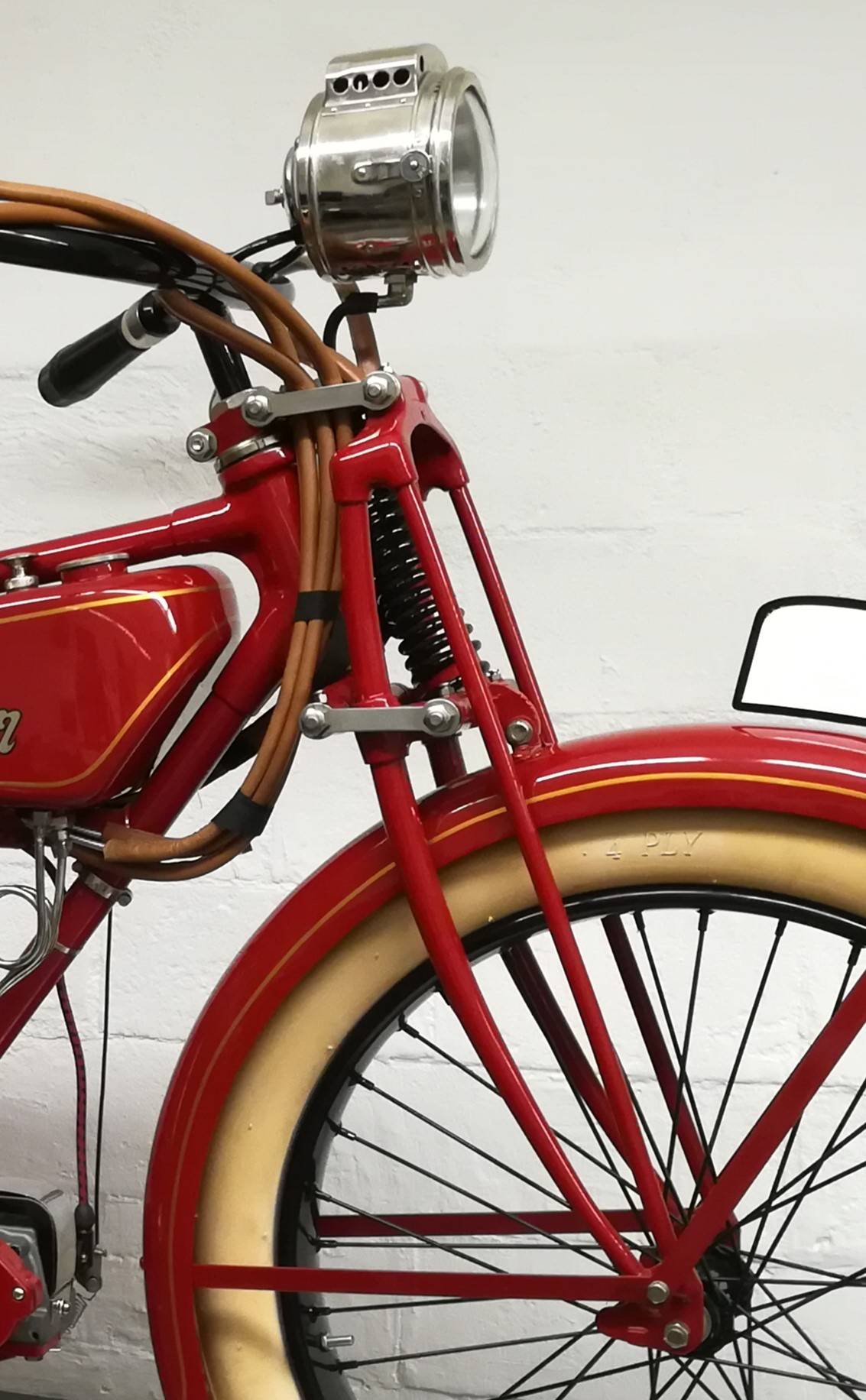
Вилка з пружиною Indian Prince

Перший Indian Prince, 1925 року був доволі схожим на Velocette Model K. Винятком був лише двигун, на Prince було застосовано, традиційний для компанії, двигун з бічними клапанами. Яскравим елементом запозиченим у Velocette був гострий клиноподібний бензобак, який втім був негативно сприйнятий американськими покупцями. Було використано балкові вилки зі спіральними пружинами, на відміну від традиційних, для Indian, на той час ресор. Додатково машина була оснащена стандартною системою електричного освітлення з генератором Splitdorf та електричним клаксоном. Силова установка мотоцикла складалася з чотиритактного одноциліндрового двигуна, об'ємом 350 см³ і потужністю 5,5 кінських сил, яка працювала в парі з триступеневою коробкою передач.
1926 року, модель зазнала певних змін, форму бензобака було змінено на більш традиційну для компанії Indian, було змінено розміщення трансмісії відносно двигуна. В такому вигляді мотоцикл продавався до 1928 року, коли його виробництво було згорнуто.
Навіть після того як Prince було знято з виробництва, елементий його конструкції використовувалися в інших мотоциклах компанії й залишили значний слід в історії Indian. Так 1933 року було реалізовано проєкти двоциліндрових мотоциклів Indian Motoplane та Indian Pony Scout, ці два нові мотоцикли були спроєктовані з використанням оригінальної рами та вилок, створених свого часу для Indian Prince. Згодом Pony Scout було перейменовано на Junior Scout, а після початку другої світової війни, на його базі було створено модель військового призначення Indian 741-B, яка випускалася до кінця війни й стала наймасовішим військовим мотоциклом компанії Indian. А конструкція балкових вилок використовувалася на моделях Sport Scout і Chief аж до 1948 року.